# Saison 2016-2017 de l'AC Milan
Maillots
Chronologie
Saison précédente Saison suivante
La saison 2016-2017 de l'AC Milan est la 83e saison du club en première division italienne.

## Tableaux des transferts

### Transferts d'été
| Nom                  | Nationalité      | Poste          | Transfert                                     | Provenance/Destination | Division                |
| -------------------- | ---------------- | -------------- | --------------------------------------------- | ---------------------- | ----------------------- |
| Arrivées principales |                  |                |                                               |                        |                         |
| Gianluca Lapadula    | Italie           | Attaquant      | Transfert (9 millions d'euros)                | Pescara                | Serie A                 |
| Leonel Vangioni      | Argentine        | Défenseur      | Transfert (Gratuit)                           | River Plate            | Primera División        |
| Alessandro Plizzari  | Italie           | Gardien de but | Contrat                                       | Formé au Club          | Serie A                 |
| Gustavo Gomez        | Paraguay         | Défenseur      | Transfert (8,5 millions d'euros)              | Club Atlético Lanús    | Primera División        |
| José Sosa            | Argentine        | Milieu         | Transfert (7,5 millions d'euros)              | Beşiktaş               | Süper Lig               |
| Gabriel              | Brésil           | Gardien de but | Retour de Prêt                                | SSC Naples             | Serie A                 |
| Giorgio Altare       | Italie           | Défenseur      | Retour de Prêt                                | Virtus Bergamo         | Serie D                 |
| Gabriel Paletta      | Italie Argentine | Défenseur      | Retour de Prêt                                | Atalanta Bergame       | Serie A                 |
| Jherson Vergara      | Colombie         | Défenseur      | Retour de Prêt                                | Livourne               | Lega Pro                |
| Favour Aniekan       | Nigeria          | Milieu         | Retour de Prêt                                | NK Krka                | Slovenian Second League |
| Suso                 | Espagne          | Milieu         | Retour de Prêt                                | Genoa                  | Serie A                 |
| Giacomo Beretta      | Italie           | Milieu         | Retour de Prêt                                | Pro Vercelli           | Serie B                 |
| Départs principaux   |                  |                |                                               |                        |                         |
| Christian Abbiati    | Italie           | Gardien de but | Retiré                                        | -                      | -                       |
| Stephan El Shaarawy  | Italie           | Attaquant      | Fin du Prêt + Transfert (13 millions d'euros) | AS Rome                | Serie A                 |
| Alex                 | Brésil           | Défenseur      | Transfert (Gratuit)                           | -                      | -                       |
| Philippe Mexès       | France           | Défenseur      | Transfert (Gratuit)                           | -                      | -                       |
| Kevin-Prince Boateng | Ghana            | Milieu         | Transfert (Gratuit)                           | Las Palmas             | La Liga                 |
| Fernando Torres      | Espagne          | Attaquant      | Fin du Prêt + Transfert (Gratuit)             | Atlético Madrid        | La Liga                 |
| José Mauri           | Argentine        | Milieu         | Prêt                                          | Empoli                 | Serie A                 |
| Guido Turano         | Italie           | Défenseur      | -                                             | FeralpiSalò            | Lega Pro                |
| Francesco Cancelli   | Italie           | Gardien de but | -                                             | FC Grosseto            | Serie D                 |
| Francesco Bordi      | Italie           | Défenseur      | Transfert (Gratuit)                           | Robur Sienne           | Lega Pro                |
| Luca Crosta          | Italie           | Gardien de but | -                                             | Cagliari Calcio        | Serie A                 |
| Sebastián Gamarra    | Bolivie          | Milieu         | -                                             | FeralpiSalò            | Lega Pro                |
| Andrea Vassallo      | Italie           | Attaquant      | Transfert (Gratuit)                           | Bologna                | Serie A                 |
| Simone Verdi         | Italie           | Milieu         | Transfert (1,5 million d'euros)               | Bologna                | Serie A                 |
| Christian Maldini    | Italie           | Défenseur      | Transfert (Gratuit)                           | Reggiana               | Lega Pro                |
| Gianmario Comi       | Italie           | Attaquant      | -                                             | Carpi FC               | Serie B                 |
| Giorgio Piacentini   | Italie           | Défenseur      | -                                             | Como                   | Lega Pro                |
| Michael Agazzi       | Italie           | Gardien de but | -                                             | AC Cesena              | Serie B                 |
| Matteo Chinellato    | Italie           | Attaquant      | Transfert (Gratuit)                           | Como                   | Lega Pro                |
| Jérémy Ménez         | France           | Attaquant      | Transfert (Gratuit)                           | Girondins de Bordeaux  | Ligue 1                 |
| Alessandro Mastalli  | Italie           | Milieu         | -                                             | Juve Stabia            | Lega Pro                |
| Andrea Malberti      | Italie           | Défenseur      | -                                             | Novara                 | Serie B                 |
| Alessandro Livieri   | Italie           | Gardien de but | -                                             | FeralpiSalò            | Lega Pro                |
| Alessandro Matri     | Italie           | Attaquant      | Transfert (Gratuit)                           | US Sassuolo            | Serie A                 |
| Mario Balotelli      | Italie           | Attaquant      | Fin du Prêt                                   | Liverpool FC           | Premier League          |

### Transferts d'hiver
| Nom                  | Nationalité | Poste     | Transfert                          | Provenance/Destination | Division                          |
| -------------------- | ----------- | --------- | ---------------------------------- | ---------------------- | --------------------------------- |
| Arrivées principales |             |           |                                    |                        |                                   |
| Gerard Deulofeu      | Espagne     | Attaquant | Prêt                               | Everton FC             | Premier League                    |
| Lucas Ocampos        | Argentine   | Attaquant | Prêt                               | Olympique de Marseille | Ligue 1                           |
| Marco Storari        | Italie      | Gardien   | Prêt                               | Cagliari Calcio        | Serie A                           |
| Départs principaux   |             |           |                                    |                        |                                   |
| M'Baye Niang         | France      | Attaquant | Prêt                               | Watford FC             | Premier League                    |
| Rodrigo Ely          | Brésil      | Défenseur | Prêt                               | Alavès                 | Liga                              |
| Gabriel              | Brésil      | Gardien   | Prêt                               | Cagliari Calcio        | Serie A                           |
| Diego Lopez          | Espagne     | Gardien   | Prêt                               | Espanyol Barcelone     | Liga                              |
| Luiz Adriano         | Brésil      | Attaquant | Transfert (6 à 7 millions d'euros) | Spartak Moscou         | Championnat de Russie de football |

## Tenues
Fabricant : Adidas / Sponsor principal : Fly Emirates
| Domicile | Extérieur | Alternative |

## Serie A
| Journée | Date              | Lieu      | Adversaire       | Score | Buteur(s) pour l'AC Milan                                    |
| ------- | ----------------- | --------- | ---------------- | ----- | ------------------------------------------------------------ |
| 1re     | 21 août 2016      | Domicile  | Torino FC        | 3-2   | Bacca 38e, 50e, 62e (pen.)                                   |
| 2e      | 27 août 2016      | Extérieur | SSC Naples       | 4-2   | Niang 51e, Suso 55e                                          |
| 3e      | 16 septembre 2016 | Domicile  | Udinese Calcio   | 0-1   |                                                              |
| 4e      | 16 septembre 2016 | Extérieur | UC Sampdoria     | 0-1   | Bacca 85e                                                    |
| 5e      | 20 septembre 2016 | Domicile  | SS Lazio         | 2-0   | Bacca 37e, Niang 74e (pen.)                                  |
| 6e      | 25 septembre 2016 | Extérieur | ACF Fiorentina   | 0-0   |                                                              |
| 7e      | 2 octobre 2016    | Domicile  | US Sassuolo      | 4-3   | Bonaventura 9e, Bacca 69e (pen.), Locatelli 73e, Paletta 77e |
| 8e      | 16 octobre 2016   | Extérieur | Chiévo Vérone    | 1-3   | Kucka 45e, Niang 46e, Dainelli 90+4e (csc)                   |
| 9e      | 22 octobre 2016   | Domicile  | Juventus FC      | 1-0   | Locatelli 65e                                                |
| 10e     | 25 octobre 2016   | Extérieur | Genoa CFC        | 3-0   |                                                              |
| 11e     | 30 octobre 2016   | Domicile  | Pescara          | 1-0   | Bonaventura 49e                                              |
| 12e     | 6 novembre 2016   | Extérieur | US Palerme       | 1-2   | Suso 15e, Lapadula 82e                                       |
| 13e     | 22 novembre 2016  | Domicile  | Inter Milan      | 2-2   | Suso 42e, 58e                                                |
| 14e     | 26 novembre 2016  | Extérieur | Empoli FC        | 1-4   | Lapadula 15e 77e, Suso 61e, Andrea Costa (en) 64e (csc)      |
| 15e     | 4 décembre 2016   | Domicile  | FC Crotone       | 2-1   | Pašalić 41e, Lapadula 86e                                    |
| 16e     | 12 décembre 2016  | Extérieur | AS Rome          | 1-0   |                                                              |
| 17e     | 17 décembre 2016  | Domicile  | Atalanta Bergame | 0-0   |                                                              |
| 18e     | 8 février 2017    | Extérieur | Bologne FC       | 0-1   | Pašalić 89e                                                  |
| 19e     | 8 janvier 2017    | Domicile  | Cagliari Calcio  | 1-0   | Bacca 88e                                                    |
| 20e     | 16 janvier 2017   | Extérieur | Torino FC        | 2-2   | Bertolacci 55e, Bacca 60e (pen.)                             |
| 21e     | 21 janvier 2017   | Domicile  | SSC Naples       | 1-2   | Kucka 37e                                                    |
| 22e     | 29 janvier 2017   | Extérieur | Udinese Calcio   | 2-1   | Bonaventura 8e                                               |
| 23e     | 5 février 2017    | Domicile  | UC Sampdoria     | 0-1   |                                                              |
| 24e     | 13 février 2017   | Extérieur | SS Lazio         | 1-1   | Suso 85e                                                     |
| 25e     | 19 février 2017   | Domicile  | ACF Fiorentina   | 2-1   | Kucka 16e, Deulofeu 31e                                      |
| 26e     | 26 février 2017   | Extérieur | US Sassuolo      | 0-1   | Bacca 22e (pen.)                                             |
| 27e     | 4 mars 2017       | Domicile  | Chiévo Vérone    | 3-1   | Bacca 24e 70e, Lapadula 82e (pen.)                           |
| 28e     | 10 mars 2017      | Extérieur | Juventus FC      | 2-1   | Bacca 43e                                                    |
| 29e     | 18 mars 2017      | Domicile  | Genoa CFC        | 1-0   | Fernandez 33e                                                |
| 30e     | 2 avril 2017      | Extérieur | Pescara          | 1-1   | Pašalić 41e                                                  |
| 31e     | 9 avril 2017      | Domicile  | US Palerme       | 2-1   | Suso 6e, Pašalić 19e, Bacca 37e, Deulofeu 70e                |
| 32e     | 15 avril 2017     | Extérieur | Inter Milan      | 2-2   | Romagnoli 83e, Zapata 90+7e                                  |
| 33e     | 23 avril 2017     | Domicile  | Empoli FC        | 1-2   | Lapadula 72e                                                 |
| 34e     | 30 avril 2017     | Extérieur | FC Crotone       | 1-1   | Paletta 50e                                                  |
| 35e     | 7 mai 2017        | Domicile  | AS Rome          | 1-4   | Pašalić 76e                                                  |
| 36e     | 13 mai 2017       | Extérieur | Atalanta Bergame | 1-1   | Deulofeu 87e                                                 |
| 37e     | 21 mai 2017       | Domicile  | Bologne FC       | 3-0   | Deulofeu 69e, Honda 73e, Lapadula 90+1e                      |
| 38e     | 28 mai 2017       | Extérieur | Cagliari Calcio  | 2-1   | Lapadula 72e (pen.)                                          |

## Classement
| Rang | Équipe                 | Pts | J  | G  | N  | P  | Bp | Bc | Diff |
| ---- | ---------------------- | --- | -- | -- | -- | -- | -- | -- | ---- |
| 1    | Juventus FC T C        | 88  | 37 | 28 | 4  | 5  | 75 | 26 | +49  |
| 2    | AS Roma                | 84  | 37 | 27 | 3  | 7  | 87 | 34 | +53  |
| 3    | SSC Naples             | 83  | 37 | 25 | 8  | 4  | 90 | 37 | +53  |
| 4    | Lazio Rome             | 70  | 37 | 21 | 7  | 8  | 70 | 45 | +25  |
| 5    | Atalanta Bergame       | 69  | 37 | 20 | 7  | 8  | 61 | 41 | +20  |
| 6    | 'AC Milan S'           | 63  | 37 | 18 | 9  | 9  | 56 | 43 | +13  |
| 7    | Inter Milan            | 59  | 37 | 18 | 5  | 14 | 66 | 46 | +20  |
| 8    | AC Fiorentina          | 59  | 37 | 16 | 11 | 10 | 61 | 55 | +6   |
| 9    | Torino FC              | 50  | 37 | 12 | 14 | 11 | 66 | 63 | +3   |
| 10   | Sampdoria de Gênes     | 50  | 37 | 12 | 12 | 13 | 47 | 51 | -4   |
| 11   | US Sassuolo            | 46  | 37 | 13 | 7  | 17 | 55 | 58 | -3   |
| 12   | Udinese Calcio         | 45  | 37 | 12 | 9  | 16 | 46 | 51 | -5   |
| 13   | Cagliari Calcio P      | 44  | 37 | 13 | 5  | 18 | 52 | 72 | -20  |
| 14   | Bologna FC             | 44  | 37 | 11 | 8  | 18 | 39 | 56 | -17  |
| 15   | Chievo Vérone          | 43  | 37 | 12 | 7  | 18 | 43 | 60 | -17  |
| 16   | Genoa CFC              | 36  | 37 | 9  | 8  | 19 | 39 | 62 | -23  |
| 17   | Empoli FC              | 32  | 37 | 8  | 8  | 21 | 28 | 59 | -31  |
| 18   | FC Crotone P           | 31  | 37 | 8  | 7  | 22 | 31 | 57 | -26  |
| 19   | US Palerme             | 23  | 37 | 5  | 8  | 24 | 31 | 76 | -45  |
| 20   | Delfino Pescara 1936 P | 17  | 37 | 3  | 8  | 26 | 33 | 79 | -46  |

Qualifications européennes
Ligue des champions 2017-2018
- 1er et 2e : phase de groupes
- 3e : tour de barrages pour non-champions

Ligue Europa 2017-2018
Relégation
- 18e 19e et 20e : relégation en Serie B 2017-2018

Abréviations
- T : Tenant du titre
- C : Tenant de la Coupe d'Italie
- S : Tenant de la Supercoupe
- P : Promus de Serie B 2015-2016

## Evolution du classement
| Journée  | 1 | 2  | 3  | 4  | 5 | 6 | 7 | 8 | 9 | 10 | 11 | 12 | 13 | 14 | 15 | 16 | 17 | 18 | 19 | 20 | 21 | 22 | 23 | 24 | 25 | 26 | 27 | 28 | 29 | 30 | 31 | 32 | 33 | 34 | 35 | 36 | 37 | 38 | Journées en tête |
| -------- | - | -- | -- | -- | - | - | - | - | - | -- | -- | -- | -- | -- | -- | -- | -- | -- | -- | -- | -- | -- | -- | -- | -- | -- | -- | -- | -- | -- | -- | -- | -- | -- | -- | -- | -- | -- | ---------------- |
| Rang     | 5 | 11 | 13 | 11 | 6 | 7 | 6 | 3 | 3 | 4  | 3  | 3  | 3  | 3  | 3  | 3  | 5  | 5  | 5  | 5  | 7  | 7  | 7  | 7  | 7  | 7  | 7  | 7  | 7  | 7  | 6  | 6  | 6  | 6  | 6  | 6  | 6  | 6  | 0                |
| Résultat | V | D  | D  | V  | V | N | V | V | V | D  | V  | V  | N  | V  | V  | D  | N  | V  | V  | N  | D  | D  | D  | N  | V  | V  | V  | D  | V  | N  | V  | N  | D  | N  | D  | N  | V  | D  | —                |

## Coupe d'Italie
| Tour               | Date            | Lieu      | Adversaire  | Score | Buteurs                    |
| ------------------ | --------------- | --------- | ----------- | ----- | -------------------------- |
| Huitième de finale | 12 janvier 2017 | Domicile  | Torino FC   | 2-1   | Kucka 61e, Bonaventura 64e |
| Quart de finale    | 25 janvier 2017 | Extérieur | Juventus FC | 2-1   | Bacca 53e                  |

## Supercoupe d'Italie
| Finale                 | Juventus FC                                        | 1 - 1                 | AC Milan                                        | Stade Jassim Bin Hamad, Doha                    |                                                 |
| 23 décembre 2016 17h30 | Chiellini 18e                                      | (1 - 1, 1 - 1, 1 - 1) | 38e Bonaventura                                 | Spectateurs : 11 356 Arbitrage : Antonio Damato | Spectateurs : 11 356 Arbitrage : Antonio Damato |
| 23 décembre 2016 17h30 | Rapport                                            |                       |                                                 | Spectateurs : 11 356 Arbitrage : Antonio Damato | Spectateurs : 11 356 Arbitrage : Antonio Damato |
| 23 décembre 2016 17h30 | Marchisio · Mandžukić · Higuaín · Khedira · Dybala | Tirs au but 3 - 4     | Lapadula · Bonaventura · Kucka · Suso · Pašalić | Spectateurs : 11 356 Arbitrage : Antonio Damato | Spectateurs : 11 356 Arbitrage : Antonio Damato |

L'AC Milan remporte la Supercoupe d'Italie 2016 face à la Juventus.